# Geostachys kerrii
Geostachys kerrii là một loài thực vật có hoa trong họ Gừng. Loài này được Kai Larsen mô tả khoa học đầu tiên năm 1962 dưới danh pháp Geostachys densiflora, nhưng danh pháp này đã được Henry Nicholas Ridley sử dụng từ năm 1920 để chỉ loài khác có ở Malaysia bán đảo. Năm 1972, Kai Larsen định danh lại loài này thành Geostachys kerrii.

## Phân bố
Loài này có ở Thái Lan.